# Putokazi
Putokazi je bila hrvatska vokalna grupa koja je postojala od 22. veljače 1984. do 22. veljače 2022. Utemeljiteljica i voditeljica sastava bila je Miranda Đaković. Sastav je početkom 2011. godine obilježio 27. godina postojanja prisutnošću na Apple store-u.
Pod imenom Put predstavljali su Hrvatsku na Pjesmi Eurovizije 1993. godine.
S pjesmom Don’t Ever Cry pobijedili su na prvoj Dori 1993. i osvojili 15. mjesto na Eurosongu iste godine.

## Povijest - Generacije

### I. generacija (1984.- )
Članovi:

### II. generacija ()
Članovi:

### III. generacija ()
Članovi:

### IV. generacija ()
Članovi:

### V. generacija ()
Članovi:

### VI. generacija ()
Članovi:

### VII. generacija ()
Članovi:

### VIII. generacija ()
Članovi:

### IX. generacija (2007.-)
Članovi: Branka Antić, Ivana Blaškan, Dunja Dorčić, Tamara Dorčić, Mia Egredžija, Gorana Gašpić, Magda Martedić, Jasmina Sokoli.
Za najavni singl "Mjeseca", "Output", animirani video spot napravili su Multimedijalni studio i japanski umjetnici Hitoshi Akajama i Katsuyuki Kamei.

### X. generacija ()
Članovi: Ivana Blaškan, Nera Butigan, Mia Doričić, Ana Jerčinović, Dolores Marinić, Iva Sabolić, Andrea Stanišić, Antonia Svetina.

## Diskografija
- LP Putokazi, 1987.
- LP With Respect for The Beatles, 1991.
- CD Good Morning Musicals, 1992.
- CD The End Collection, 1994.
- CD Putokazi predstavljaju, 1996.
- CD Zemlja, 1997.
- CD Nova Zemlja, 2000.
- CD Hrvatske uspavanke, 2001.
- CD Androida, 2004.
- CD Androida.remixed, 2006.
- CD Treća Zemlja, 2008.
- CD Mjesec, 2009.
- CD Porculan, 2014.
- Meandri, 2020.

## Vanjske poveznice
- Službene stranice  Arhivirana inačica izvorne stranice od 4. svibnja 2009. (Wayback Machine)